# زخم (صباح)

تعديل مصدري - تعديل

زخم هي إحدى قرى عزلة صباح بمديرية صباح التابعة لمحافظة البيضاء، بلغ تعداد سكانها 356 نسمة حسب تعداد اليمن لعام 2004.